# Charles Hudon
Charles Simard-Hudon, född 23 juni 1994, är en kanadensisk professionell ishockeyspelare som är kontrakterad till Montreal Canadiens i National Hockey League (NHL) och spelar för deras primära samarbetspartner Rocket de Laval i American Hockey League (AHL). Han har tidigare spelat på lägre nivåer för Hamilton Bulldogs i AHL och Saguenéens de Chicoutimi och Drakkar de Baie-Comeau i Ligue de hockey junior majeur du Québec (LHJMQ).
Hudon draftades i femte rundan i 2012 års draft av Montreal Canadiens som 122:a spelare totalt.

## Statistik
| 2009–2010    | Vikings de Saint-Eustache | LHMAAAQ      | 40  | 23  | 24  | 47  | 32  | 6  | 4  | 5  | 9  | 4  |
| 2010–2011    | Saguenéens de Chicoutimi  | LHJMQ        | 63  | 23  | 37  | 60  | 42  | 4  | 0  | 3  | 3  | 4  |
| 2011–2012    | Saguenéens de Chicoutimi  | LHJMQ        | 59  | 25  | 41  | 66  | 50  | 18 | 6  | 5  | 11 | 16 |
| 2012–2013    | Saguenéens de Chicoutimi  | LHJMQ        | 56  | 30  | 41  | 71  | 66  | 6  | 5  | 5  | 10 | 8  |
|              | Hamilton Bulldogs         | AHL          | 9   | 1   | 2   | 3   | 4   | —  | —  | —  | —  | —  |
| 2013–2014    | Saguenéens de Chicoutimi  | LHJMQ        | 33  | 14  | 27  | 41  | 57  | —  | —  | —  | —  | —  |
|              | Drakkar de Baie-Comeau    | LHJMQ        | 24  | 12  | 23  | 35  | 26  | 22 | 10 | 11 | 21 | 30 |
| 2014–2015    | Hamilton Bulldogs         | AHL          | 75  | 19  | 38  | 57  | 68  | —  | —  | —  | —  | —  |
| 2015–2016    | Montreal Canadiens        | NHL          | 3   | 0   | 2   | 2   | 0   | —  | —  | —  | —  | —  |
|              | St. John's Icecaps        | AHL          | 67  | 28  | 25  | 53  | 79  | —  | —  | —  | —  | —  |
| 2016–2017    | Montreal Canadiens        | NHL          | 3   | 0   | 2   | 2   | 2   | —  | —  | —  | —  | —  |
|              | St. John's Icecaps        | AHL          | 56  | 27  | 22  | 49  | 52  | 4  | 1  | 3  | 4  | 2  |
| NHL totalt   | NHL totalt                | NHL totalt   | 6   | 0   | 4   | 4   | 2   | —  | —  | —  | —  | —  |
| AHL totalt   | AHL totalt                | AHL totalt   | 207 | 75  | 87  | 162 | 203 | 4  | 1  | 3  | 4  | 2  |
| LHJMQ totalt | LHJMQ totalt              | LHJMQ totalt | 235 | 104 | 169 | 273 | 241 | 50 | 21 | 24 | 45 | 58 |